# Michael Silberbauer
Michael Silberbauer (ur. 7 lipca 1981) – duński były piłkarz. Może grać jako prawy i środkowy pomocnik.
Jest wychowankiem Støvring IF. W 2000 roku trafił do Aalborg BK. Rozegrał tam 105 spotkań w lidze. Latem 2004 trafił do klubu FC København. Zagrał tam 129 meczów i strzelił 20 goli. Po zakończeniu sezonu 2007/08 trafił do holenderskiego Utrechtu.
W narodowej reprezentacji Danii zadebiutował meczem towarzyskim z reprezentacją Finlandii. Zdobył jedynego gola w tym spotkaniu.

## Sukcesy
- Mistrz Danii z FC København – 2004, 2006, 2007.